# Rudolph mit der roten Nase 2
Rudolph mit der roten Nase 2 (Originaltitel: Rudolph the Red-Nosed Reindeer & the Island of Misfit Toys) ist ein Computeranimationsfilm mit Musical-Elementen aus dem Jahr 2001 von Regisseur Bill Kowalchuk. Bei der Verfilmung handelt es sich  um eine Fortsetzung des Stop-Motion-Films Rudolph mit der roten Nase von 1964. Es steht in keinerlei Verbindung zur Zeichentrick-Version von 1998.

## Handlung
Der Spielzeugdieb Mr. Heebie Jeebie fliegt mit seinem Zeppelin durch die Welt und sammelt Spielzeug ein, das er durch sein Flötenspiel anlockt. Rudolph und der Zahnarzt Hermey werden zu König Moonracer gerufen, der auf der Insel der Nichtsnutz-Toys residiert. In der Zwischenzeit wird in der Weihnachtsstadt auch das Lagerhaus des Weihnachtsmanns ausgeraubt. Auf ihrer Rückreise geraten Rudolph und Hermey in einen Sturm und gelangen in die Entrümpelungsbucht für Spielzeuge von Königin Camilla. Als dieser dann jedoch auch alle Spielzeuge gestohlen werden, versprechen Rudolph und Hermey alles zurückzuholen und den Spielzeugdieb zu fangen. Sollten sie Erfolg haben, will Camilla beiden einen Wunsch erfüllen. Rudolph wünscht sich eine Nasenoperation, damit er nicht mehr durch das Leuchten seiner Nase hervorsticht und Hermey wünscht sich ein Treffen mit der Zahnfee.
Schließlich gelingt es Rudolph und Hermey mit vereinten Kräften den Spielzeugdieb zu fangen, der sich unter seiner Verkleidung als kleiner Teddybär auf Stelzen namens Mr. Cuddles herausstellt. Mr. Cuddles wird in die Entrümpelungsbucht zu Königin Camilla gebracht und von ihr repariert, sodass er wieder wie neu aussieht und danach zu seinem früheren Besitzer gebracht. Hermey bekommt wie versprochen ein Treffen mit der Zahnfee und Rudolph erkennt, dass seine ungewöhnliche Nase zu ihm gehört und verzichtet auf die Erfüllung seinen Wunsches.

## Synchronisation
| Rolle                      | Originalsprecher          | Deutsche Sprecher    |
| -------------------------- | ------------------------- | -------------------- |
| Rudolph                    | Kathleen Barr             | Tristano Casanova    |
| Königin Camilla            | Jamie Lee Curtis          | Katja Riemann        |
| Santa Claus                | Garry Chalk               | Wolfgang Völz        |
| Scoop, der Schneemann      | Richard Dreyfuss          | Michael Schanze      |
| Spielzeugdieb/ Mr. Cuddles | Rick Moranis              | Ralf Bauer           |
| Clarice                    | Elizabeth Carol Savenkoff | Milka Loff Fernandes |
| Kite, der Flugdrache       | Alec Willows              | Juri Tetzlaff        |
| Hermey, der Elf            | Scott McNeil              | Martin Halm          |
| Cornelius                  | Scott McNeil              | Manfred Erdmann      |
| Bumble                     | Garry Chalk               | Reinhard Brock       |
| König Moonracer            | Colin Murdock             | Ekkehardt Belle      |
| Mrs. Santa Claus           | Kathleen Barr             | Ruth Küllenberg      |
| Oberelf                    | Peter Kelamis             | Hartmut Neugebauer   |
| Zahnfee                    | Kathleen Barr             | Ditte Schupp         |
| Hank                       | Brent Miller              | Tonio von der Meden  |
| Adina                      | Kathleen Barr             | Barbara Schiller     |
| Schaukelpferd              | Kathleen Barr             | Dorothea Riemer      |
| Komet                      | Scott McNeil              | Willi Röbke          |
| Wächter                    | Lee Tockar                | Hans-Rainer Müller   |

Deutsche Bearbeitung: Synchron 80 GmbH. Buch und Dialogregie der deutschen Synchronisation: Reinhard Brock.

## Musik
| Deutscher Titel               | Deutscher Interpret                                   | Englischer Titel               | Englischer Interpret                       |
| ----------------------------- | ----------------------------------------------------- | ------------------------------ | ------------------------------------------ |
| Rudolph mit der roten Nase    | Eric Brodka                                           | Rudolph the red-nosed Reindeer | Tony Bennett                               |
| Jenseits der Sterne           | Milka Loff Fernandes, Ronny van Lankeren, Ariane Roth | Beyond the Stars               | Clark Anderson                             |
| Halt dein Kinn hoch           | Ronny van Lankeren, Martin Halm                       | Keep Your Chin Up              | Kathleen Barr, Scott McNeil                |
| Die Insel der Nichtsnutz-Toys | Ronny van Lankeren, Martin Halm, Juri Tetzlaff        | The Island of Misfit Toys      | Bruce Roberts, Kathleen Barr, Scott McNeil |
| So wundervoll wie ich         | Katja Riemann und Chor                                | Beautiful like Me              | Shawn King, Bruce Roberts                  |
| Der Spielzeugdieb             | Wolfgang Emperhoff und Chor                           | The Toytaker                   | Bruce Roberts                              |
| Mr. Cuddles                   | Wolfgang Emperhoff und Chor                           | Mr. Cuddles                    | Bruce Roberts                              |
| Die allerschönste Weihnacht   | Michael Schanze und Chor                              | The Best Christmas Ever        | Darsteller                                 |
| Wir sind stärker              | Julian Feifel und Chor                                | We Can Make It                 | Johnny Tillotson, Tommy Roe, Brian Hyland  |
| Die Weihnachtsstadt           | Chor                                                  | Christmas Town                 | The Pointer Sisters                        |
| Rudolph mit der roten Nase    | Wolfgang Völz und Chor                                | Rudolph the red-nosed Reindeer | Darsteller                                 |